# 西日本旅客鉄道福岡支社

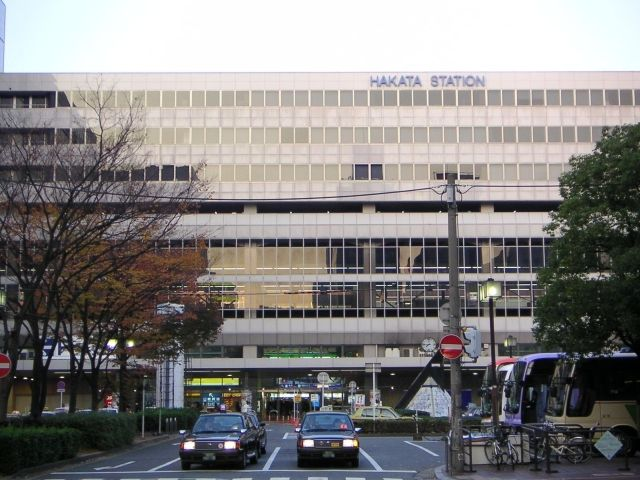
西日本旅客鉄道福岡支社（新幹線博多駅ビル内）

西日本旅客鉄道福岡支社（にしにほんりょかくてつどうふくおかししゃ）は、福岡県福岡市博多区博多駅中央街1番１号にある西日本旅客鉄道（JR西日本）の支社の一つである。山陽新幹線統括本部の下部組織にあたり、九州内における広報ならびに地元との調整を図る。

## 概要
1988年10月の組織体制見直しに伴って新幹線運行本部の業務を並行在来線管轄各支社へ移管するにあたり、該当する支社が存在しない九州内の業務を引き継ぐために設立された。当初は博多総合車両所などの九州内の新幹線現業機関を管轄していたほか、山陽新幹線小倉駅・博多駅、博多南線博多南駅の運転や設備管理、サービスなどの駅業務（博多南駅の窓口業務については九州旅客鉄道（JR九州）に委託していたが、2010年4月1日からJR西日本の直営駅となった）を行い、九州エリアにおける同社の対外的な窓口としての機能も担っていた。
その後、2007年7月に新幹線の現業機関を一括管理する新幹線管理本部が発足するとその地方機関という位置づけとなるが、現業機関の管理は同本部の直轄となったため、駅業務と広報・調整業務を中心に担うことになる。2017年6月時点では総務企画課と駅支援課が置かれていたが、2018年6月に新幹線管理本部が改組され新幹線鉄道事業本部となると、駅支援課も同本部の新幹線駅業務部に組み込まれた。2022年10月に新幹線鉄道事業本部が本社直属の新幹線本部と地方機関である山陽新幹線統括本部にそれぞれ改正され、福岡支社は山陽新幹線統括本部の下部組織として存続した。現在は総務企画課のみが置かれており、九州内での広報・調整業務に特化された位置づけとなっている。

## 沿革
- 1988年（昭和63年）10月1日：福岡支社が発足[5]。それまでの新幹線運行本部から九州内の業務を承継。
- 2007年（平成19年）7月1日：新幹線管理本部発足により、その下部組織となる。
- 2018年（平成30年）6月1日：新幹線管理本部の改組に伴い、本社鉄道本部の直属組織である新幹線鉄道事業本部の下部組織となる[6]。
- 2022年（令和4年）10月1日：新幹線鉄道事業本部の組織改正に伴い、山陽新幹線統括本部の下部組織となる[1][4]。